# Río Itaú
Der Río Itaú ist ein Fluss im südlichen Bolivien und dem nördlichen Argentinien. Er verläuft etwa 88 Kilometer auf bolivianischem Territorium (Departamento Tarija) und stellt für die restlichen 74 Kilometer die Grenze zu Argentinien (Provinz Salta) dar. Er fließt durch ein Tal zwischen zwei der in dieser Region streng nord-südlich verlaufenden Bergketten, die sich bei der Auffaltung der Anden östlich dazu bildeten.

## Verlauf
Der Río Itaú entspringt etwa 80 Kilometer östlich der Stadt Tarija in der Serranía Suaruro in den Voranden auf einer Höhe von 1880 m im äußersten Westen der Provinz Gran Chaco. Er fließt durch ein dünn besiedeltes Tal zwischen der Serranía Suaruro und der Serranía Itaú nach Süden an seinem Namensgeber, dem Örtchen Itaú, vorbei und trifft auf die Ruta 33, die ab hier an seinem westlichen Ufer verläuft. Nach 88 Kilometern erreicht er die Staatsgrenze und markiert ab hier die Grenze zwischen den beiden Ländern. Bei den Orten Madrejones auf argentinischer, und San Antonio auf bolivianischer Seite erreicht der Río Tarija den Río Itaú von Westen in einem tief eingeschnittenen Tal durch die Serranía Alto las Cañas. Als Río Grande de Tarija fließen sie bis zur Einmündung in den Río Bermejo weiter nach Süden.
Durch die saisonal stark schwankenden Niederschläge des nordwestlichen Chaco und den damit auch stark jahreszeitabhängigen Wasserstand, hat der Río Itaú besonders an seinem Unterlauf ein breites Flussbett, in dem er in der Trockenzeit mäandriert, das aber in der Regenzeit deutlich anschwellen kann.
Trotz der Erschließung durch eine Nationalstraße ist die bolivianische Seite des Río Itaú nur wenig besiedelt, auf der argentinischen Seite gibt es auf Grund fehlender Straßenanbindung keinerlei nennenswerte Ansiedlung.